# Lacs (distrikt)
Distriktet Lacs (fransk: District des Lacs, "Søer") er et af fjorten administrative distrikter i Elfenbenskysten. Distriktet ligger i den centrale del af landet. Distriktets hovedstad er Dimbokro.

## Oprettelse
Lacs distriktet blev oprettet i 2011 i en administrativ reorganisering af inddelingen i Elfenbenskysten. Distriktets territorium blev sammensat af regionerne N'Zi-Comoé og Lacs og fjernelse af området i Yamoussoukro Autonomous District.

## Administrativ i inddeling
Lacs District distriktet er inddelt i fire regioner og følgende departmenter:
- Bélier region (regionsæde i Yamoussoukro, udenfor distriktet)
  - Didiévi departement
  - Djékanou departement
  - Tiébissou departement
  - Toumodi departement
- Iffou region (regionsæde i  Daoukro)
  - Daoukro departement
  - M'Bahiakro departement
  - Prikro departement
- Moronou region (regionsæde i  Bongouanou)
  - Arrah departement
  - Bongouanou departement
  - M'Batto departement
- N'zi Region (regionsæde i  Dimbokro)
  - Bocanda departement
  - Dimbokro departement
  - Kouassi-Kouassikro departement